# НагУаль
НагУаль — белорусская психо-фолк группа. Исполняет песни на фонемном наречии, которое изобрёл лидер коллектива и бессменный участник Леонид Павлёнок, а также на русском и белорусском языках. Образовалась в Минске в 2000 году.

## История
В 2000 году белорусский мультиинструменталист Леонид Павлёнок перебрался в Минск из Новополоцка и вместе с группой единомышленников создал «НагУаль» — музыкальный коллектив, смешивающий этническую музыку (ближайший термин — «world music») с элементами панка, ска и рок-н-ролла. Группа исполняет песни на несуществующем наречии, тексты представляют набор случайных звуков или слов, заимствованных из разных языков мира. Сам Леонид Павлёнок описывает музыку «НагУаль» как «этнический сюрреализм».
За годы существования коллектива его участниками были более 40 человек, среди которых Светлана Бень («Серебряная свадьба»), Егор Забелов («Gurzuf», «Егор Забелов Трио», «Серебряная свадьба»), Иван Жук («Наеховичи», «Станция МИР», «Умка и Броневичок»), Виктор Семашко («Князь Мышкин»), Анна Шапошникова, Марина Невгень («Спасибо», «Хайле Туммс»), Марина Василевская («Серебряная свадьба»). В зависимости от программы и акустического пространства состав «НагУаль» переменчив.
В 2005 году состоялась презентация второго альбома «У земли под юбкой».
В 2006 «НагУаль» стали героями телевизионного проекта Дмитрия Диброва «ПроСВЕТ» на телеканале «Россия».
На церемонии награждения лучших рок-музыкантов Белоруссии «Рок-коронация 2006» группа стала победителем в номинации «Позитивная музыка» (за альбом «У Земли под юбкой»).
В 2007 году Леонид Павлёнок отошёл от психо-фолка и экспериментов с этникой в сторону более мелодичной и танцевальной музыки. Так появился «Маланка Оркестр» — «первый в Белоруссии танцующий оркестр», в состав которого вошли музыканты «НагУаль» (Юрий Науменко (контрабас), Наталья Мазепина (скрипка), Виталий Карабухин (валторна), Евгений Евдокимчик (тромбон), Андрей Черноокий (барабаны), Сергей Сальник (цимбалы)). Музыку нового проекта можно описать как «еврейско-цыганское ска с добавлением белорусских фольклорных мотивов». «Маланка Оркестр» исполняет песни не на выдуманном языке, а русском и белорусском.
В 2009 году на церемонии «Музыкальная премия Столичного Телевидения — 2009» (Белоруссия) коллектив «Маланка Оркестр» победил в номинации «Лучшая альтернативная группа».
Тем не менее музыканты продолжили гастролировать под брендом «НагУаль», включая в программу как сольные композиции Леонида Павлёнка, написанные для театральных постановок, так и песни «Маланка Оркестр». В 2008 году концерты прошли в Германии, Польше, Литве, Франции, Румынии, Украине, Молдове.
В 2013 году группа «НагУаль» стала номинантом на Национальную музыкальную премию телеканала СТВ в категории «Лучший этно-фолк исполнитель (коллектив)»
.
Леонид Павлёнок тесно сотрудничает с театром, пишет музыку для кино и анимации.
2014 — 2016
В феврале 2014 «НагУаль» представил новый клип на песню «Хакель Джакель», в основе которой аллюзия на «Корабль дураков» Вячеслава Полунина. В том же году увидел свет мини-альбом «Маладзік удалы». Релиз состоит из пяти песен и включает композицию «Лимончики» из репертуара «Маланка Оркестр» на русском языке, а также первую для группы песню на белорусском. В записи альбома приняли участие 13 человек. Можно считать, что с этого момента под брендом «НагУаль» объединились все предыдущие проекты Леонида Павлёнка
.
В 2014 «НагУаль» даёт сольные и сборные концерты в России и Белоруссии, выступление можно увидеть на фестивалях «Men’s Fest 2014» (Брест, Белоруссия),
«Дружба Festival 2014» (хутор Шабли, Белоруссия), «Mirum Music Fest 2015» (Мир, Белоруссия), «Brest Bike Fest 2015» (Брест, Белоруссия).
В 2015 году участники «НагУаль» с песней «Индишь» появились в телекастинге 6 сезона украинской версии «Х-Фактор», где получили поддержку трёх из четырёх судей и возможность дальнейшего участия в проекте, однако на следующих этапах группа не выступает.
Для программы телеканала ОНТ «Легенды. Live» записали кавер-версии на песни Гарика Сукачёва, ВИА «Верасы» и The Prodigy.
Весной 2016 состоялась презентации новой песни «Вясёнка», в основу которой положен восточнославянский обряд закликанья весны.
Летом с обновлённой программой «НагУаль» выступил в России на международном фестивале «Дикая Мята» (д. Бунырёво, Тульская область) и, в качестве хедлайнера первого дня, «Мир Сибири» в Шушенском, на юге Красноярского края.

## Концерты
Группа «НагУаль» и её сайд-проекты («Маланка Оркестр», «Переходник», «Цирк Ману») были участниками более 700 концертов и фестивалей в России, Белоруссии и Европе. Среди некоторых:
- 2004 — Фестиваль «Fiesta Borealis», (Олецко, Польша). Группа «НагУаль» выиграла приз — 60 часов записи в студии, что позволило через год выпустить альбом «У Земли под юбкой».
- 2004, 2005 — Фестиваль «Пустые Холмы», (река Таруса, Тарусский район, Калужская область, Россия)
- 2006 — Клубный фестиваль «Холмы в квадрате сцены» (Москва, Россия)[18]
- 2006 — Этно-фестиваль «Остров Света» (Москва, Россия)[19]
- 2006 — Международный фестиваль этнической музыки и лэндарта «Шешоры», (село Шешоры, Косовский район, Ивано-Франковская область, Украина)
- 2008 — Фестиваль «Пустые Холмы» (река Ресса, Юхновской район, Калужская область, Россия)[20]
- 2008 — Этно-фестиваль «Вольнае паветра», (хутор Шабли, Воложинский район, Минская область, Белоруссия)[21]
- 2009 — Фестиваль «АртПоле» (Воробиевка, Немировский район, Винницкая область, Украина)
- 2009 — Фестиваль актуальной белорусской музыки «МОЖНО!» (Москва, Россия)[22]
- 2009 — Фестиваль фолк-музыки «Камяніца», (Минск, Белоруссия)[23]
- 2010 — Фестиваль «АртПоле» (Одесса, Украина), выступление в составе «Маланка Оркестр».
- 2010 — Фестиваль актуальной белорусской музыки «МОЖНО!» (Минск, Белоруссия)[24]
- 2011 — Этно-фестиваль «Вольнае паветра», (хутор Шабли, Белоруссия, 2011)[25]
- 2013 — Фестиваль «АртПоле», (село Униж, Городенковский район, Ивано-Франковская область, Украина)[26]
- 2013 — Фестиваль актуальной белорусской музыки «МОЖНО!» (Минск, Белоруссия)
- 2014 — Фестиваль «Дружба» (хутор Шабли, Белоруссия)[13]
- 2015 — Фестиваль «Mirum Music Fest» (г. Мир, Гродненская область, Белоруссия)
- 2016 — Фестиваль «Дикая Мята» (д. Бунырёво, Тульская область, Россия)[16]
- 2016 — Международный фестиваль этнической музыки и ремёсел «Мир Сибири» (п.г.т. Шушенское, Красноярский край, Россия)[27]
- 2017 — Международный фестиваль фейерверков и пиротехники (г. Логойск, Беларусь)

## Текущий состав
- Леонид Павлёнок — голос, гитара, барабаны, тайская флейта, ёлкин нос, детский тромбон, окарина, соломка, чадская арфа, гляк, сопилка;
- Константин Колесников — бас гитара, вокал;
- Катарина Кузьмина-Морщёнок — скрипка, вокал;
- Егор Квартальный — вокал, укулеле, шейкер, тамбурин, караталы, жабка;
- Никита Метельский — саксофон, вокал.

Нередко на концертах присоединяются:
- Александр Кузьмин — барабанная установка, вокал;
- Павел Ладутько — гитара, вокал;
- Артём Губанов — конги, гляк, шейкер, народный барабан, шумовые эффекты;
- Виктор Павлюченя — аккордеон;
- Маша Селицкая — вокал;
- Бенджамин Коуп — кларнет, волшебная рура, вокал;
- Сергей Сальник — цимбалы.

## Дискография
2002 — «Ощущения, забвение…»

2005 — «У Земли под Юбкой»

2005 — «Вершки-корешки» 

2009 — «Полесская хроника» (антология 2004—2008)

2014 — «Маладзік удалы» (EP)

 2017 - "Землемер и Чиполлино" (LP)
 2020 - "Культура на помощь", "Голосом Рыбы" - синглы

## Видеоклипы
2003 — «Утешение Снегом», реж. Денис Маркин 

2004 — «У Земли под Юбкой», реж. Алла Вольская 

2007 — «Маленький зелёный жук», реж. Анатоль Вечар, Анна Шапошникова 

2007 — «Никодим играет с облаками», реж. Леонид Павлёнок 

2014 — «Хакель Джакель», реж. Вячеслав Богданович, Нюркина Песня